# ノールランド大学病院

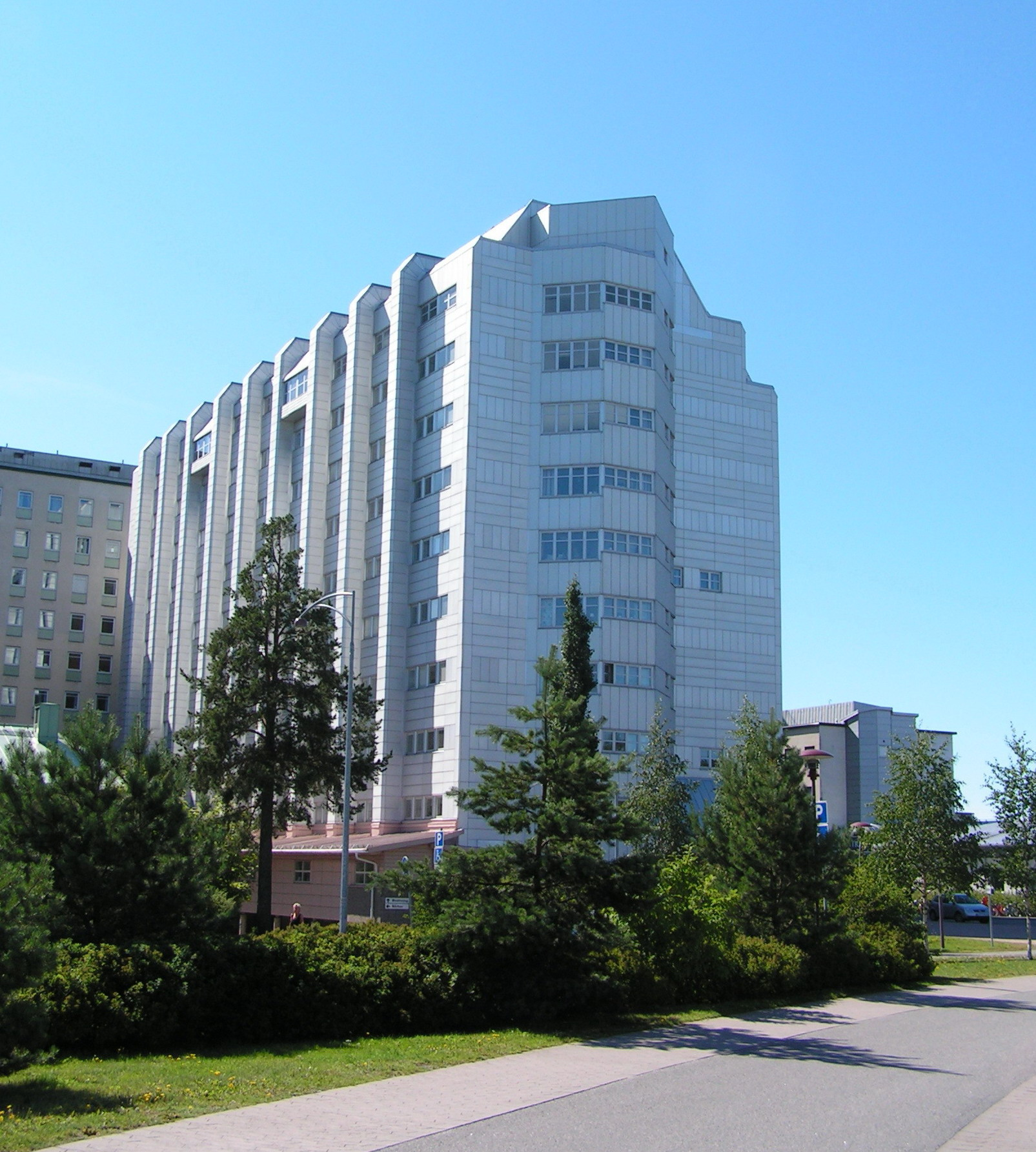
北側の入り口付近のビル

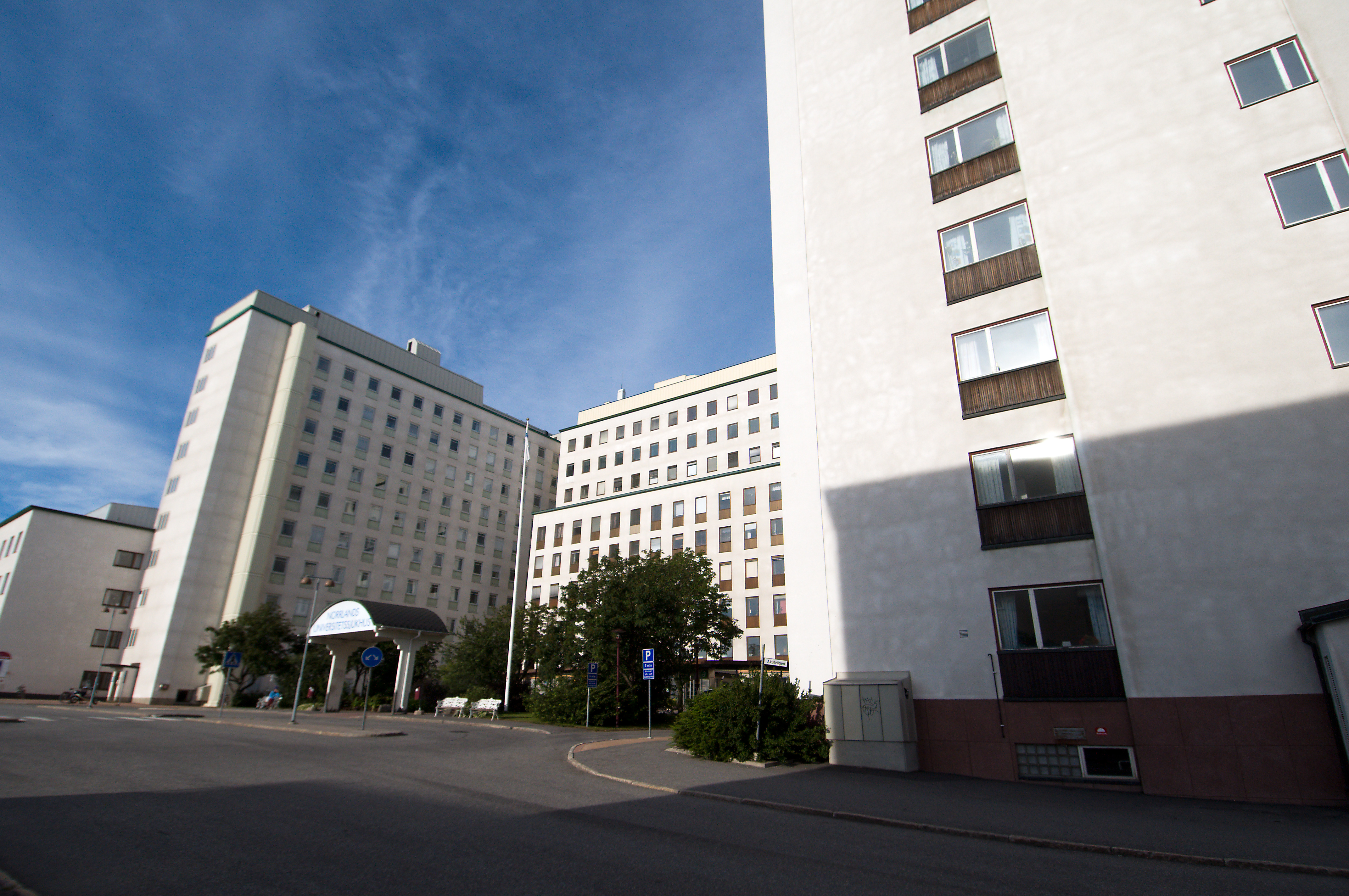
西側の入り口付近のビル

ノールランド大学病院（スウェーデン語: Norrlands universitetssjukhus、略: Nus）とは、スウェーデンのウメオにあるヴェステルボッテン県ランスティングが運営する病院である。病院はウメオ大学の隣にあり、大学の医学部と密接に連携している。

## 概要
ノールランド大学病院は県内と「ノールランド」（スウェーデン北部）で最大の病院である。病院の主な任務は3つあり、住民の健康管理と調査研究と教育である。病院はウメオ大学と共に、ノールランドの医療の調査研究と進歩の中核を担っている。また医師の育成もこの地方の需要を充たす為に重要な任務である。
県のドクターヘリの基地はリュックセレにあり、地域全体からヘリコプターで重症・重病患者を病院の救急救命室の屋上にあるヘリパッドまで運んで一次救命処置を行う。ノールランド大学病院は北部健康地域の地域病院であり、ヴェステルボッテン県の他にヴェステルノールランド県やイェムトランド県、ノールボッテン県の患者も受け入れている。この地域の住民は90万人（2010年）で、面積は国の半分以上を占めている。
2014年1月にスウェーデンの医療雑誌「ダーゲンズ・メディシーン」（今日の医学）は、ノールランド大学病院を国内最良の教育研究病院（2013年度）に選んだ。

## 歴史
ノールランド大学病院の起源は、1784年にグスタフ3世がストール通り28番地に設立した病院である。この病院には2つの病床を持つ部屋が4つあり、負傷兵のための監獄も2つあった。
ウメオでは世紀の変わり目に街の規模が拡大したので、大規模で近代的な病院が必要になり、街の中部のオリーバッケン（Ålidbacken）に新しい病院を建設することにした。1907年に134床の病床（うち約20床は精神疾患用）を持つ病院が開院し、約10年後の1918年に病院の規模が拡大した。診療科目も徐々に拡大し1926年に眼科、1930年にリウマチ科、1937年に小児科、1938年に耳鼻咽喉科、1953年に産婦人科、1957年に形成外科が設置された。一方、ノールランド大学病院の隣に学校が出来たのは1956年であり、最初に出来たのは歯科学校だった。その2年後に病院は教育研究病院となり、1965年にウメオ大学が設立された。